# کلرات لیتیم
کلرات لیتیم (به انگلیسی: Lithium chlorate) با فرمول شیمیایی LiClO۳ یک ترکیب شیمیایی با شناسه پاب‌کم ۲۳۶۸۲۴۶۳ است. که جرم مولی آن 90.39 g/mol می‌باشد. 